# Liga LEB Plata 2021-22
La temporada 2021-22 de LEB Plata fue la vigésima segunda temporada de la tercera liga española de baloncesto.

## Formato
Se mantuvieron los 28 equipos divididos en 2 grupos de 14 (Este y Oeste) con una fase regular independiente en cada grupo. Al final de la temporada regular, el primer equipo de cada grupo jugó una eliminatoria para ascender directamente a LEB Oro, mientras que el equipo perdedor pasó a los cuartos de final de los playoffs de ascenso; los equipos que terminaron del 2.º al 8.º lugar de cada grupo se clasificaron para los playoffs de ascenso, en eliminatorias de octavos, cuartos y semifinales para determinar los otros dos equipos que accederían a LEB Oro. Descendieron a liga EBA 6 equipos, los dos últimos de cada grupo y los dos perdedores de los dos playoffs de descenso que disputaron los equipos que terminaron el 11.º de un grupo contra el 12.º del otro grupo.

## Equipos

### Ascensos y descensos (pretemporada)
Un total de 28 equipos compitieron en la liga, incluidos 20 equipos de la temporada 2020-21, los tres descendidos de la liga LEB Oro y cinco ascendidos de la Liga EBA.
Equipos descendidos de la Liga LEB Oro
- Real Canoe NC.
- Tizona Universidad de Burgos.
- Hereda Club Ourense Baloncesto.

Equipos ascendidos de la Liga EBA
- Safir Fruit Alginet.
- Valencia BC B.
- FC Cartagena CB.
- Recambios Gaudí CB Mollet.
- Sant Antoni Ibiza Feeling .

## Liga regular

### Grupo Este
| | Equipo                               | J  | G  | P  | PF   | PC   | DP   | Puntos |
| --- | ------------------------------------ | -- | -- | -- | ---- | ---- | ---- | ------ |
| 1 | Bueno Arenas Albacete Basket         | 26 | 19 | 7  | 2058 | 1908 | 150  | 45     |
| 2 | Mi Arquitecto C.B. Benicarló         | 26 | 16 | 10 | 1895 | 1823 | 72   | 42     |
| 3 | Sant Antoni Ibiza Feeling            | 26 | 16 | 10 | 1971 | 1822 | 149  | 42     |
| 4 | FC Cartagena CB                      | 26 | 15 | 11 | 2019 | 1919 | 100  | 41     |
| 5 | Hestia Menorca                       | 26 | 15 | 11 | 1971 | 1803 | 168  | 41     |
| 6 | Valencia BC                          | 26 | 14 | 12 | 2038 | 1994 | 44   | 40     |
| 7 | Decolor Fundación Globalcaja La Roda | 26 | 14 | 12 | 1904 | 1865 | 39   | 40     |
| 8 | Recambios Gaudí CB Mollet            | 26 | 12 | 14 | 2060 | 2149 | -89  | 38     |
| 9 | CB Cornellà                          | 26 | 12 | 14 | 1902 | 1923 | -21  | 38     |
| 10 | Real Canoe N.C.                      | 26 | 11 | 15 | 2124 | 2168 | -44  | 37     |
| 11 | Safir Fruits Alginet                 | 26 | 11 | 15 | 1826 | 1931 | -105 | 37     |
| 12 | Herbalife Gran Canaria               | 26 | 10 | 16 | 1944 | 2092 | -148 | 36     |
| 13 | Zentro Basket Madrid                 | 26 | 10 | 16 | 2054 | 2217 | -163 | 36     |
| 14 | El Ventero CBV                       | 26 | 7  | 19 | 1907 | 2059 | -152 | 33     |
| Fuente: Federación Española de Baloncesto: Clasificación de la Liga LEB Plata - Grupo Este; actualización automática |                                      |    |    |    |      |      |      |        |

### Grupo Oeste
| | Equipo                              | J  | G  | P  | PF   | PC   | DP   | Puntos |
| --- | ----------------------------------- | -- | -- | -- | ---- | ---- | ---- | ------ |
| 1 | Grupo Alega Cantabria CBT           | 26 | 19 | 7  | 2033 | 1814 | 233  | 45     |
| 2 | Hereda Club Ourense Baloncesto      | 26 | 18 | 8  | 1951 | 1780 | 171  | 44     |
| 3 | Teknei Bizkaia Zornotza             | 26 | 17 | 9  | 1912 | 1805 | 107  | 43     |
| 4 | Tizona Universidad de Burgos        | 26 | 16 | 10 | 2071 | 1964 | 107  | 42     |
| 5 | Zamora Enamora                      | 26 | 15 | 11 | 1912 | 1863 | 49   | 41     |
| 6 | Enerparking Basket Navarra          | 26 | 14 | 12 | 2036 | 2032 | 4    | 40     |
| 7 | Reina Yogur Clavijo CB              | 26 | 13 | 13 | 1972 | 1999 | -27  | 39     |
| 8 | Melilla Sport Capital Enrique Soler | 26 | 12 | 14 | 2099 | 2103 | -4   | 38     |
| 9 | Club Baloncesto Morón               | 26 | 12 | 14 | 1884 | 1834 | 50   | 38     |
| 10 | Clínica Ponferrada CDP              | 26 | 12 | 14 | 2042 | 1986 | 56   | 38     |
| 11 | Circulo Gijón Baloncesto            | 26 | 10 | 16 | 1981 | 2091 | -110 | 36     |
| 12 | Damex UDEA Algeciras                | 26 | 9  | 17 | 1918 | 2194 | -276 | 35     |
| 13 | Aquimisa Carbajosa Empresarial      | 26 | 8  | 18 | 1875 | 2018 | -143 | 34     |
| 14 | CB Marbella                         | 26 | 7  | 19 | 1763 | 1966 | -203 | 33     |
| Fuente: Federación Española de Baloncesto: Clasificación de la Liga LEB Plata - Grupo Oeste; actualización automática |                                     |    |    |    |      |      |      |        |

## Playoffs

### Por el título
El ganador se proclamó campeón de la Liga LEB Plata 2021-22 y ascendió a la Liga LEB Oro 2022-23. El perdedor accedió a los cuartos de final del playoff de ascenso.
| Equipo 1                  | Agr.    | Equipo 2                 | Ida   | Vuelta |
| ------------------------- | ------- | ------------------------ | ----- | ------ |
| Grupo Alega Cantabria CBT | 133-113 | Bueno Arenas Albacete B. | 72-55 | 61-58  |

Fuente: FEB

### Por el ascenso
|  | Octavos de final                                             | Octavos de final                                             | Octavos de final                                             | Octavos de final                                             |    |                        | Cuartos de final                                                 | Cuartos de final                                                 | Cuartos de final                                                 | Cuartos de final                                                 |    |                      | Semifinales                                          | Semifinales                                          | Semifinales                                          | Semifinales                                          |  |  | Asciende a LEB Oro 2022-23 | Asciende a LEB Oro 2022-23 | Asciende a LEB Oro 2022-23 |  |
|  | 16/17 de abril de 2022 (ida) 23/24 de abril de 2022 (vuelta) | 16/17 de abril de 2022 (ida) 23/24 de abril de 2022 (vuelta) | 16/17 de abril de 2022 (ida) 23/24 de abril de 2022 (vuelta) | 16/17 de abril de 2022 (ida) 23/24 de abril de 2022 (vuelta) |    |                        | 30 de abril/1 de mayo de 2022 (ida) 7/8 de mayo de 2022 (vuelta) | 30 de abril/1 de mayo de 2022 (ida) 7/8 de mayo de 2022 (vuelta) | 30 de abril/1 de mayo de 2022 (ida) 7/8 de mayo de 2022 (vuelta) | 30 de abril/1 de mayo de 2022 (ida) 7/8 de mayo de 2022 (vuelta) |    |                      | 15 de mayo de 2022 (ida) 21 de mayo de 2022 (vuelta) | 15 de mayo de 2022 (ida) 21 de mayo de 2022 (vuelta) | 15 de mayo de 2022 (ida) 21 de mayo de 2022 (vuelta) | 15 de mayo de 2022 (ida) 21 de mayo de 2022 (vuelta) |  |  |                            |                            |                            |  |
|  |                                                              |                                                              |                                                              |                                                              |    |                        |                                                                  |                                                                  |                                                                  |                                                                  |    |                      |                                                      |                                                      |                                                      |                                                      |  |  |                            |                            |                            |  |
|  |                                                              |                                                              |                                                              |                                                              |    |                        |                                                                  |                                                                  |                                                                  |                                                                  |    |                      |                                                      |                                                      |                                                      |                                                      |  |  |                            |                            |                            |  |
|  | 2E                                                           | Mi Arq. CB Benicarló                                         | 81                                                           | 72                                                           |    |                        |                                                                  |                                                                  |                                                                  |                                                                  |    |                      |                                                      |                                                      |                                                      |                                                      |  |  |                            |                            |                            |  |
|  | 2E                                                           | Mi Arq. CB Benicarló                                         | 81                                                           | 72                                                           |    |                        |                                                                  |                                                                  |                                                                  |                                                                  |    |                      |                                                      |                                                      |                                                      |                                                      |  |  |                            |                            |                            |  |
|  | 8O                                                           | Melilla Enrique Soler                                        | 90                                                           | 66                                                           |    |                        |                                                                  |                                                                  |                                                                  |                                                                  |    |                      |                                                      |                                                      |                                                      |                                                      |  |  |                            |                            |                            |  |
|  | 8O                                                           | Melilla Enrique Soler                                        | 90                                                           | 66                                                           |    | Melilla Enrique Soler  | Melilla Enrique Soler                                            | 79                                                               | 73                                                               |                                                                  |    |                      |                                                      |                                                      |                                                      |                                                      |  |  |                            |                            |                            |  |
|  |                                                              |                                                              |                                                              |                                                              |    | Melilla Enrique Soler  | Melilla Enrique Soler                                            | 79                                                               | 73                                                               |                                                                  |    |                      |                                                      |                                                      |                                                      |                                                      |  |  |                            |                            |                            |  |
|  |                                                              |                                                              | Bueno Ar. Albacete B.                                        | Bueno Ar. Albacete B.                                        | 88 | 73                     |                                                                  |                                                                  |                                                                  |                                                                  |    |                      |                                                      |                                                      |                                                      |                                                      |  |  |                            |                            |                            |  |
|  | 1E                                                           | Bueno Ar. Albacete B.                                        | Bueno Ar. Albacete B.                                        | Bueno Ar. Albacete B.                                        | 88 | 73                     |                                                                  |                                                                  |                                                                  |                                                                  |    |                      |                                                      |                                                      |                                                      |                                                      |  |  |                            |                            |                            |  |
|  | 1E                                                           | Bueno Ar. Albacete B.                                        |                                                              |                                                              |    |                        |                                                                  |                                                                  |                                                                  |                                                                  |    |                      |                                                      |                                                      |                                                      |                                                      |  |  |                            |                            |                            |  |
|  |                                                              |                                                              |                                                              |                                                              |    |                        |                                                                  |                                                                  |                                                                  |                                                                  |    |                      |                                                      |                                                      |                                                      |                                                      |  |  |                            |                            |                            |  |
|  |                                                              |                                                              |                                                              |                                                              |    |                        |                                                                  | Bueno Ar. Albacete B.                                            | Bueno Ar. Albacete B.                                            | 70                                                               | 83 |                      |                                                      |                                                      |                                                      |                                                      |  |  |                            |                            |                            |  |
|  |                                                              |                                                              |                                                              |                                                              |    |                        |                                                                  |                                                                  |                                                                  |                                                                  | 83 |                      |                                                      |                                                      |                                                      |                                                      |  |  |                            |                            |                            |  |
|  |                                                              |                                                              | Valencia Basket B                                            | Valencia Basket B                                            | 71 | 74                     |                                                                  |                                                                  |                                                                  |                                                                  |    |                      |                                                      |                                                      |                                                      |                                                      |  |  |                            |                            |                            |  |
|  | 6E                                                           | Valencia Basket B                                            | Valencia Basket B                                            | Valencia Basket B                                            | 71 | 74                     | 97                                                               | 78                                                               |                                                                  |                                                                  |    |                      |                                                      |                                                      |                                                      |                                                      |  |  |                            |                            |                            |  |
|  | 6E                                                           | Valencia Basket B                                            |                                                              |                                                              |    |                        |                                                                  |                                                                  |                                                                  |                                                                  |    |                      |                                                      |                                                      |                                                      |                                                      |  |  |                            |                            |                            |  |
|  | 4O                                                           | Tizona Univ. Burgos                                          | 89                                                           | 83                                                           |    |                        |                                                                  |                                                                  |                                                                  |                                                                  |    |                      |                                                      |                                                      |                                                      |                                                      |  |  |                            |                            |                            |  |
|  | 4O                                                           | Tizona Univ. Burgos                                          | 89                                                           | 83                                                           |    | Valencia Basket B      | Valencia Basket B                                                | 91                                                               | 84                                                               |                                                                  |    |                      |                                                      |                                                      |                                                      |                                                      |  |  |                            |                            |                            |  |
|  |                                                              |                                                              |                                                              |                                                              |    | Valencia Basket B      | Valencia Basket B                                                | 91                                                               | 84                                                               |                                                                  |    |                      |                                                      |                                                      |                                                      |                                                      |  |  |                            |                            |                            |  |
|  |                                                              |                                                              | Zamora Enamora                                               | Zamora Enamora                                               | 76 | 97                     |                                                                  |                                                                  |                                                                  |                                                                  |    |                      |                                                      |                                                      |                                                      |                                                      |  |  |                            |                            |                            |  |
|  | 5O                                                           | Zamora Enamora                                               | Zamora Enamora                                               | Zamora Enamora                                               | 76 | 97                     | 91                                                               | 70                                                               |                                                                  |                                                                  |    |                      |                                                      |                                                      |                                                      |                                                      |  |  |                            |                            |                            |  |
|  | 5O                                                           | Zamora Enamora                                               |                                                              |                                                              |    |                        |                                                                  |                                                                  |                                                                  |                                                                  |    |                      |                                                      |                                                      |                                                      |                                                      |  |  |                            |                            |                            |  |
|  | 5E                                                           | Hestia Menorca                                               | 80                                                           | 70                                                           |    |                        |                                                                  |                                                                  |                                                                  |                                                                  |    |                      |                                                      |                                                      |                                                      |                                                      |  |  |                            |                            |                            |  |
|  | 5E                                                           | Hestia Menorca                                               | 80                                                           | 70                                                           |    |                        |                                                                  |                                                                  |                                                                  |                                                                  |    |                      |                                                      | Bueno Ar. Albacete B.                                |                                                      |                                                      |  |  |                            |                            |                            |  |
|  |                                                              |                                                              |                                                              |                                                              |    |                        |                                                                  |                                                                  |                                                                  |                                                                  |    |                      |                                                      |                                                      |                                                      |                                                      |  |  |                            |                            |                            |  |
|  |                                                              |                                                              | Hereda C. Ourense B.                                         |                                                              |    |                        |                                                                  |                                                                  |                                                                  |                                                                  |    |                      |                                                      |                                                      |                                                      |                                                      |  |  |                            |                            |                            |  |
|  | 3E                                                           | Sant Antoni Ibiza Feeling                                    | 61                                                           | 79                                                           |    |                        |                                                                  |                                                                  |                                                                  |                                                                  |    |                      |                                                      |                                                      |                                                      |                                                      |  |  |                            |                            |                            |  |
|  | 3E                                                           | Sant Antoni Ibiza Feeling                                    | 61                                                           | 79                                                           |    |                        |                                                                  |                                                                  |                                                                  |                                                                  |    |                      |                                                      |                                                      |                                                      |                                                      |  |  |                            |                            |                            |  |
|  | 7O                                                           | Reina Yogur Clavijo CB                                       | 80                                                           | 88                                                           |    |                        |                                                                  |                                                                  |                                                                  |                                                                  |    |                      |                                                      |                                                      |                                                      |                                                      |  |  |                            |                            |                            |  |
|  | 7O                                                           | Reina Yogur Clavijo CB                                       | 80                                                           | 88                                                           |    | Reina Yogur Clavijo CB | Reina Yogur Clavijo CB                                           | 68                                                               | 71                                                               |                                                                  |    |                      |                                                      |                                                      |                                                      |                                                      |  |  |                            |                            |                            |  |
|  |                                                              |                                                              |                                                              |                                                              |    | Reina Yogur Clavijo CB | Reina Yogur Clavijo CB                                           | 68                                                               | 71                                                               |                                                                  |    |                      |                                                      |                                                      |                                                      |                                                      |  |  |                            |                            |                            |  |
|  |                                                              |                                                              | Hereda C. Ourense B.                                         | Hereda C. Ourense B.                                         | 70 | 74                     |                                                                  |                                                                  |                                                                  |                                                                  |    |                      |                                                      |                                                      |                                                      |                                                      |  |  |                            |                            |                            |  |
|  | 8E                                                           | Rec. Gaudí CB Mollet                                         | Hereda C. Ourense B.                                         | Hereda C. Ourense B.                                         | 70 | 74                     | 59                                                               | 59                                                               |                                                                  |                                                                  |    |                      |                                                      |                                                      |                                                      |                                                      |  |  |                            |                            |                            |  |
|  | 8E                                                           | Rec. Gaudí CB Mollet                                         |                                                              |                                                              |    |                        |                                                                  |                                                                  |                                                                  |                                                                  |    |                      |                                                      |                                                      |                                                      |                                                      |  |  |                            |                            |                            |  |
|  | 2O                                                           | Hereda C. Ourense B.                                         | 87                                                           | 93                                                           |    |                        |                                                                  |                                                                  |                                                                  |                                                                  |    |                      |                                                      |                                                      |                                                      |                                                      |  |  |                            |                            |                            |  |
|  | 2O                                                           | Hereda C. Ourense B.                                         | 87                                                           | 93                                                           |    |                        |                                                                  |                                                                  |                                                                  |                                                                  |    | Hereda C. Ourense B. | Hereda C. Ourense B.                                 | 70                                                   | 81                                                   |                                                      |  |  |                            |                            |                            |  |
|  |                                                              |                                                              |                                                              |                                                              |    |                        |                                                                  |                                                                  |                                                                  |                                                                  |    | Hereda C. Ourense B. | Hereda C. Ourense B.                                 | 70                                                   | 81                                                   |                                                      |  |  |                            |                            |                            |  |
|  |                                                              |                                                              | E. Basket Navarra                                            | E. Basket Navarra                                            | 62 | 84                     |                                                                  |                                                                  |                                                                  |                                                                  |    |                      |                                                      |                                                      |                                                      |                                                      |  |  |                            |                            |                            |  |
|  | 4E                                                           | FC Cartagena CB                                              | E. Basket Navarra                                            | E. Basket Navarra                                            | 62 | 84                     | 76                                                               | 66                                                               |                                                                  |                                                                  |    |                      |                                                      |                                                      |                                                      |                                                      |  |  |                            |                            |                            |  |
|  | 4E                                                           | FC Cartagena CB                                              |                                                              |                                                              |    |                        |                                                                  |                                                                  |                                                                  |                                                                  |    |                      |                                                      |                                                      |                                                      |                                                      |  |  |                            |                            |                            |  |
|  | 6O                                                           | E. Basket Navarra                                            | 79                                                           | 65                                                           |    |                        |                                                                  |                                                                  |                                                                  |                                                                  |    |                      |                                                      |                                                      |                                                      |                                                      |  |  |                            |                            |                            |  |
|  | 6O                                                           | E. Basket Navarra                                            | 79                                                           | 65                                                           |    | E. Basket Navarra      | E. Basket Navarra                                                | 74                                                               | 92                                                               |                                                                  |    |                      |                                                      |                                                      |                                                      |                                                      |  |  |                            |                            |                            |  |
|  |                                                              |                                                              |                                                              |                                                              |    | E. Basket Navarra      | E. Basket Navarra                                                | 74                                                               | 92                                                               |                                                                  |    |                      |                                                      |                                                      |                                                      |                                                      |  |  |                            |                            |                            |  |
|  |                                                              |                                                              | Teknei Bizkaia Zorntoza                                      | Teknei Bizkaia Zorntoza                                      | 67 | 84                     |                                                                  |                                                                  |                                                                  |                                                                  |    |                      |                                                      |                                                      |                                                      |                                                      |  |  |                            |                            |                            |  |
|  | 7E                                                           | Decolor F. G. La Roda                                        | Teknei Bizkaia Zorntoza                                      | Teknei Bizkaia Zorntoza                                      | 67 | 84                     | 73                                                               | 48                                                               |                                                                  |                                                                  |    |                      |                                                      |                                                      |                                                      |                                                      |  |  |                            |                            |                            |  |
|  | 7E                                                           | Decolor F. G. La Roda                                        |                                                              |                                                              |    |                        |                                                                  |                                                                  |                                                                  |                                                                  |    |                      |                                                      |                                                      |                                                      |                                                      |  |  |                            |                            |                            |  |
|  | 3O                                                           | Teknei Bizkaia Zornotza                                      | 78                                                           | 69                                                           |    |                        |                                                                  |                                                                  |                                                                  |                                                                  |    |                      |                                                      |                                                      |                                                      |                                                      |  |  |                            |                            |                            |  |
|  | 3O                                                           | Teknei Bizkaia Zornotza                                      | 78                                                           | 69                                                           |    |                        |                                                                  |                                                                  |                                                                  |                                                                  |    |                      |                                                      |                                                      |                                                      |                                                      |  |  |                            |                            |                            |  |
|  |                                                              |                                                              |                                                              |                                                              |    |                        |                                                                  |                                                                  |                                                                  |                                                                  |    |                      |                                                      |                                                      |                                                      |                                                      |  |  |                            |                            |                            |  |

#### Octavos de final
| Equipo 1                     | Agr.    | Equipo 2                    | Ida   | Vuelta |
| ---------------------------- | ------- | --------------------------- | ----- | ------ |
| Bueno Arenas Albacete B.     | Directo |                             | 0     | 0      |
| Hereda C. Ourense B.         | 180-118 | Recambios Gaudí CB Mollet   | 87-59 | 93-59  |
| Teknei Bizkaia Zornotza      | 147-121 | Decolor F. G. La Roda       | 78-73 | 69-48  |
| Tizona Universidad de Burgos | 172-175 | Valencia Basket B           | 89-97 | 83-78  |
| Hestia Menorca               | 150-161 | Zamora Enamora              | 80-91 | 70-70  |
| FC Cartagena CB              | 142-144 | Enerparking Basket Navarra  | 76-79 | 66-65  |
| Sant Antoni Ibiza Feeling    | 140-168 | Reina Yogur Clavijo CB      | 61-80 | 79-88  |
| Mi Arquitecto CB Benicarló   | 153-156 | Melilla S. C. Enrique Soler | 81-90 | 72-66  |

Fuente: FEB

##### Clasificación equipos de cuartos de final
| Pos. | Equipo                              | PJ | G  | P  | PF   | PC   | DP   | Pts | Clasificación |
| ---- | ----------------------------------- | -- | -- | -- | ---- | ---- | ---- | --- | ------------- |
| 1    | Bueno Arenas Albacete Basket*       | 26 | 19 | 7  | 2058 | 1908 | +150 | 45  | Este          |
| 2    | Hereda Club Ourense Baloncesto*     | 26 | 18 | 8  | 1951 | 1780 | +171 | 44  | Oeste         |
| 3    | Teknei Bizkaia Zornotza*            | 26 | 17 | 9  | 1912 | 1805 | +107 | 43  | Oeste         |
| 4    | Zamora Enamora*                     | 26 | 15 | 11 | 1912 | 1863 | +49  | 41  | Oeste         |
| 5    | Valencia Basket B                   | 26 | 14 | 12 | 2038 | 1994 | +44  | 40  | Este          |
| 6    | Enerparking Basket Navarra          | 26 | 14 | 12 | 2036 | 2032 | +4   | 40  | Oeste         |
| 7    | Reina Yogur Clavijo CB              | 26 | 13 | 13 | 1972 | 1999 | −27  | 39  | Oeste         |
| 8    | Melilla Sport Capital Enrique Soler | 26 | 12 | 14 | 2099 | 2103 | −4   | 38  | Oeste         |

 Fuente: FEB

#### Cuartos de final
Se estableció una clasificación entre los equipos ganadores de los Octavos de final. El equipo perdedor de la eliminatoria entre los dos primeros, ocupó el primer puesto de la clasificación. La clasificación de los siete equipos se obtuvo como sigue a continuación:
- Puesto obtenido al término de la Liga regular.
- Número de victorias al término de la Liga regular.
- En caso de empate se regirá el Reglamento General de la FEB.

| Equipo 1                 | Agr.    | Equipo 2                    | Ida   | Vuelta |
| ------------------------ | ------- | --------------------------- | ----- | ------ |
| Bueno Arenas Albacete B. | 161-152 | Melilla S. C. Enrique Soler | 88-79 | 73-73  |
| Hereda C. Ourense B.     | 144-139 | Reina Yogur Clavijo CB      | 70-68 | 74-71  |
| Teknei Bizkaia Zornotza  | 151-166 | Enerparking Basket Navarra  | 67-74 | 84-92  |
| Zamora Enamora           | 173-177 | Valencia Basket B           | 76-91 | 97-86  |

Fuente: FEB

#### Semifinales
Los dos ganadores ascendieron a la Liga LEB Oro 2022-23.
| Equipo 1                 | Agr.    | Equipo 2                   | Ida   | Vuelta |
| ------------------------ | ------- | -------------------------- | ----- | ------ |
| Bueno Arenas Albacete B. | 153-145 | Valencia Basket B          | 70-71 | 83-74  |
| Hereda C. Ourense B.     | 151-146 | Enerparking Basket Navarra | 70-62 | 81-84  |

Fuente: FEB

### Por el descenso
Los dos perdedores descendieron a la Liga EBA 2022-23.
| Equipo 1                 | Agr.    | Equipo 2             | Ida   | Vuelta |
| ------------------------ | ------- | -------------------- | ----- | ------ |
| Círculo Gijón Baloncesto | 147-166 | CB Gran Canaria B    | 74-62 | 73-104 |
| Safir Fruits Alginet     | 147-166 | Damex UDEA Algeciras | 78-87 | 69-79  |

Fuente: FEB

## Postemporada
Ascendieron a LEB Oro:
- Grupo Alega Cantabria CBT (Campeones).
- Bueno Arenas Albacete Basket (Subcampeones).
- Hereda Club Ourense Baloncesto.

Descendieron de LEB Oro:
- Levitec Huesca La Magia.
- Palmer Alma Mediterrànea Palma.
- CB Prat.

Descendieron a Liga EBA:
- CB Marbella.
- El Ventero CBV.
- Aquimisa Carbajosa Empresarial.
- Zentro Basket Madrid.
- Circulo Gijón Baloncesto.
- (  Safir Fruits Alginet no descendió al ocupar la vacante del  CB Santurtzi SK que renunció al ascenso a LEB Plata).

Renunció a la LEB Plata:
- Valencia BC B (renunció a la categoría e intercambió su plaza con el  CB L'Horta Godella).[2]

Ascendieron desde Liga EBA:
- Baskonia B.
- La Antigua CB Tormes.
- CB L'Hospitalet.
- Brisasol - CB Salou (ascendió al permutar la plaza con el  Barça B que había ascendido a LEB Plata).[3]
- Baloncesto Talavera (ascendió al permutar la plaza con el   CB Pozuelo que había ascendido a LEB Plata).[4]
- CB L'Horta Godella (ascendió al intercambiar su plaza con el  Valencia BC B).[2]
- (  CB Santurtzi SK renunció al ascenso).[5]